# Giannis Papanikolaou
Giannis Papanikolaou (grec moderne : Γιάννης Παπανικολάου) né le 18 novembre 1998 est un footballeur international grec qui joue comme milieu de terrain pour le club turque de Rizespor.

## Biographie

### Carrière en club

#### Platanias FC
Le 23 avril 2017, Papanikolaou fait ses débuts officiels lors de la défaite 3-1 à domicile contre le PAOK. Le 5 novembre 2017, il a marqué son premier but professionnel lors d'une défaite 5-1 à l'extérieur contre l'Olympiacos.
Le jeune ailier, qui a disputé 31 matches au cours de la saison 2018-19, marque quatre buts et délivre cinq passes décisives.

#### Paniónios FC
Le 11 juin 2019, Paniónios a officiellement annoncé la signature de Papanikolaou pour un transfert gratuit. Il a rejoint le club, à la suite de son refus de renouveler son contrat avec Platanias.

#### Raków Częstochowa
Le 11 août 2020, Papanikolaou a rejoint le club polonais d'Ekstraklasa Raków Częstochowa, avec un contrat jusqu'à fin juin 2021, et une option disponible de prolongation de quatre ans de contrat. Le 8 février 2021, le club a annoncé avoir fait usage de l'option et avoir prolongé son contrat jusqu'à fin juin 2025.
Le 12 février 2022, il ouvre le score d'une frappe dans la lucarne gauche lors d'un match gagné à l'extérieur 1-0 contre Radomiak Radom à la 20e seconde du match. C'était son premier but avec le club toutes compétitions confondues.

#### Çaykur Rizespor
Le 13 juin 2024, il signe un contrat de 3 ans en faveur de Rizespor.

### Carrière en sélection
Papanikolaou a été appelé par l'équipe grecque pour les matches de l'UEFA Nations League 2022-23 contre l'Irlande du Nord le 2 juin 2022, contre le Kosovo les 5 juin 2022 et 12 juin 2022 et contre Chypre le 9 juin 2022. Il dispute ses premières minutes contre Chypre en entrant en fin de match à la place de Anastásios Bakasétas.

## Palmarès

### En club
Raków Częstochowa
- Championnat de Pologne (1) :
  - Champion en 2023
  - Vice-champion en 2021 et 2022
- Coupe de Pologne (2) :
  - Vainqueur en 2021 et 2022
  - Finaliste en 2023
- Supercoupe de Pologne (2) :
  - Vainqueur en 2021 et 2022